# Olmitz
Olmitz è una città degli Stati Uniti d'America, situato nello Stato del Kansas, nella contea di Barton.